# 21. století př. n. l.

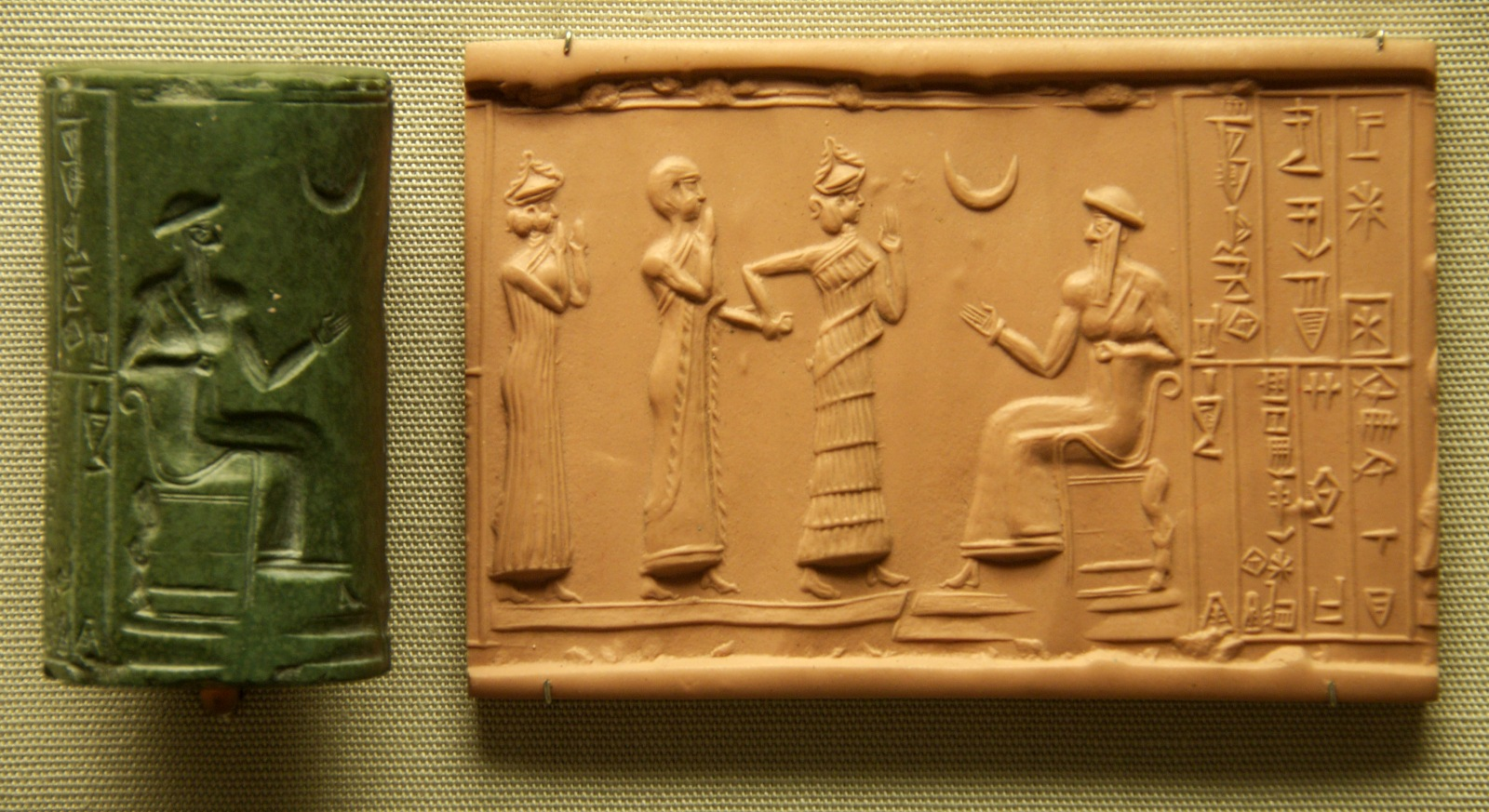
Sumerská válcová pečeť krále Ur mom-Nammu

## Události
- 2091 př. n. l. – Začátek mytologického patriarchálního věku je obvykle zasazen do tohoto roku.
- 2080 př. n. l. – Války deváté dynastie v Egyptě.
- 2080 př. n. l. – Gudea, novosumerský městský vládce tzv. druhé dynastie z Lagaše, ovládl větší část jižní Babylónie včetně Uru.
- 2071 př. n. l. – Magh Ithe, první zaznamenaná bitva v irských bájích.
- 2064–1986 př. n. l. – Války dvou dynastií v Egyptě.
- 2064 př. n. l. – Král Urnammu zakládá třetí dynastii z Uru a vytváří proti panství krále Utuchengala v Uruku centrálně řízenou říši, dostává pod svou kontrolu dálkové obchodní trasy z Perského zálivu do Sýrie a tím zajišťuje své říši silný hospodářský rozmach.
- cca 2040 př. n. l. – Konec Prvního přechodného období ve Starověkém Egyptě. Začátek Střední říše.
- 2040 př. n. l. – Egypt: Zemřel faraon Merykare. Konec desáté dynastie. Začal vládnout faraon Mentuhotep II. Začátek jedenácté dynastie.
- 2040 př. n. l. – Egyptský král Mentuhotep I. z jedenácté dynastie z Théb sjednocuje Horní Egypt s Dolním Egyptem a zakládá Střední říši.
- cca 2009–1997 př. n. l. – „Model domu a zahrady, z Théb“ (11. dynastie). Nyní se nachází v Metropolitním museu umění, New York.
- cca 2009–1997 př. n. l. – Byl postaven pohřební chrám Mentuhotepa III. (jedenáctá dynastie).
- 2000 př. n. l. – Příchod předků Románů do Itálie.
- 2000 př. n. l. – Podle odhadů založeno město Mantova.
- 2000 př. n. l. – Věří se, že byl dokončen Stonehenge.
- 2000 př. n. l. – Rolníci a pastevci cestují na jih z Etiopie a usazují se v Keni.